# وادي تباب
وادي تباب وهو أحد أودية اليمن و ينزل من شمال جبل ملحان ومن جبل الظاهر التابع لمديرية الخبت ويسقي أرض القناوص وينزل إلى أبن عباس في البحر الأحمر .